# Jakob Stämpfli
Jakob Stämpfli ( 23 de Fevereiro de 1820 - 15 de Maio de 1879) foi um político da Suíça.
Ele foi eleito para o Conselho Federal suíço em 6 de Dezembro de 1854 e terminou o mandato a 31 de Dezembro de 1863.
Jakob Stämpfli foi Presidente da Confederação suíça em 1856, 1859 e 1862.